# Lista de brasileiros considerados para o Prêmio Nobel
Esta é uma lista de brasileiros indicados ou considerados ao Prêmio Nobel.
Na história do Prêmio Nobel em geral, muitas conquistas foram negligenciadas em especial das Américas. Não apenas o Brasil, mas também grandes intelectuais foram injustiçados pelo prêmio. O historiador literário Kjell Espmark admitiu que "quanto aos primeiros prêmios, a censura de más escolhas e omissões flagrantes é frequentemente justificada. Tolstoi, Ibsen e Henry James deveriam ter sido recompensados em vez de, por exemplo, Sully Prudhomme, Eucken e Heyse. ". Mas também vale ressaltar que há omissões que estão além do controle do Comitê Nobel, como a morte prematura de um autor, como foi o caso de Marcel Proust, Italo Calvino, Roberto Bolaño e os brasileiros Guimarães Rosa e César Lattes, este último falecendo após a sua sétima indicação ao Nobel de Física, quando especula-se que finalmente o receberia. Jorge de Lima também receberia o Nobel de Literatura de 1958, sendo cotado em 1953, mas como já havia uma lista de autores a serem laureados até 57 ele o receberia em 1958, porém faleceu em 1953, e o Nobel não faz premiações póstumas.

## Prêmios concorridos
As quarenta indicações foram apresentadas nas seguintes categorias:
- Nobel da Paz (decidido por um comitê designado pelo parlamento norueguês)[3] 14 Indicações
- Nobel de Literatura (decidido pela Academia Sueca)[4] 13 Indicações
- Nobel de Física (decidido pela Academia Real das Ciências da Suécia)[5] 8 Indicações
- Nobel de Fisiologia ou Medicina (decidido pelo Instituto Karolinska de Medicina)[6] 4 Indicações
- Nobel de Química (decidido pela Academia Real das Ciências da Suécia)[7] 2 Indicação

## Lista de brasileiros indicados e considerados ao Nobel
| Ano              | Nome                                        | Área                | Indicações | Mérito (Justificativa) | País vencedor                                                                                  | Vencedores do ano                                                                                          | Refs.                |
| ---------------- | ------------------------------------------- | ------------------- | ---------- | --- | ---------------------------------------------------------------------------------------------- | --- | -------------------- |
| 1911             | Barão do Rio Branco                         | Nobel da Paz        | 1          | Advogado, diplomata e historiador. Participou de diversas negociações envolvendo as fronteiras brasileiras. | Países Baixos · Austrália                                                                      | Tobias Asser e Alfred Fried                                                                                | [ 8 ]                |
| 1913,21          | Carlos Chagas                               | Medicina            | 2          | Identificou todo o ciclo (parasita, vetor, hospedeiros, sintomas e a epidemiologia) de duas das mais graves doenças tropicais: a malária e a doença de Chagas. | França                                                                                         | Charles Richet, Alexis Carrel                                                                              |                      |
| 1916             | Érico Coelho                                | Nobel da Paz        | 1          | Médico, jornalista, professor, político e senador. Durante toda a sua vida parlamentar e em sua atuação jornalística, foi um grande defensor da emancipação social e política das mulheres, tendo sido um dos principais propugnadores do divórcio. | /                                                                                              | O prêmio não foi atribuído este ano.                                                                       | [ 9 ]                |
| /                | Vital Brazil                                | Medicina            | Cotado     | Fundador do Instituto Butantan, criou soros específicos contra venenos de animais peçonhentos, como cobras, aranhas e escorpiões. | /                                                                                              | / | [ 10 ]               |
| 1924             | Raimundo Teixeira Mendes                    | Nobel da Paz        | 1          | Filósofo e matemático brasileiro, autor da bandeira nacional republicana. Defendeu a abolição da escravatura, a proclamação da república, a separação entre a Igreja e o Estado e na instituição geral de reformas que permitissem a "incorporação do proletariado à sociedade". | /                                                                                              | O prêmio não foi atribuído este ano.                                                                       | [ 11 ]               |
| 1924             | Instituto Histórico e Geográfico Brasileiro | Nobel da Paz        | 1          | Mais antiga e tradicional entidade de fomento da pesquisa e preservação histórico-geográfica, cultural e de ciências sociais do Brasil | /                                                                                              | O prêmio não foi atribuído este ano.                                                                       | [ 12 ]               |
| 1933             | Coelho Neto                                 | Literatura          | 1          | Político e professor brasileiro, membro da Academia Brasileira de Letras onde foi o fundador da Cadeira número 2. | União das Repúblicas Socialistas Soviéticas                                                    | Ivan Bunin                                                                                                 | [ 13 ]               |
| 1934             | Antônio Cardoso Fontes                      | Medicina            | 1          | Desenvolveu trabalhos sobre o bacilo da tuberculose (Mycobacterium tuberculosis). | Estados Unidos                                                                                 | George Whipple, George Minot, William Murphy                                                               | [ 14 ]               |
| 1935 e 37-38     | Afrânio de Melo Franco                      | Nobel da Paz        | 3          | Diplomata e político. Como ministro das Relações Exteriores do Brasil, atuou proeminentemente para a resolução da Guerra do Chaco, entre Bolívia e Paraguai, e dos conflitos do porto de Leticia, entre Peru e Colômbia, em 1932. | e                                                                                              | Carl von Ossietzky, Robert Cecil e Comitê Internacional Nansen para os Refugiados                          | [ 15 ]               |
| 1938             | Adolfo Lutz                                 | Medicina            | 1          | Por seu estudo sobre doenças tropicais, como cólera, malária e tuberculose. Primeiro latino-americano a estudar os mecanismos de transmissão da febre amarela pelo Aedes aegypti, usando a si mesmo como cobaia para comprovar sua tese. | Bélgica                                                                                        | Corneille Heymans                                                                                          |                      |
| 1938             | Osvaldo Cruz                                | Medicina            | Cotado     | Coordenou as campanhas de erradicação da febre amarela, peste bubônica e varíola. Convenceu o então presidente do Brasil, Rodrigues Alves, a decretar a vacinação obrigatória contra a varíola. | /                                                                                              | / |                      |
| 1939             | Flávio de Carvalho                          | Literatura          | 1          | Foi um dos grandes nomes da geração modernista brasileira, atuando como arquiteto, engenheiro, cenógrafo, teatrólogo, pintor, desenhista, escritor, filósofo e músico. | Finlândia                                                                                      | Frans Eemil Sillanpää                                                                                      |                      |
| 1941             | "Manoel Cyrillo Wanderley"                  | Literatura          | 1          | Provavelmente Manuel Bandeira. | /                                                                                              | O prêmio não foi atribuído no ano de 1941.                                                                 | [ 16 ]               |
| 1946, 51 e 53    | Manoel de Abreu                             | Medicina            | 3          | Inventou a abreugrafia, exame que permite o diagnóstico precoce da tuberculose. Por ser rápido e barato, possibilitou uma redução considerável no número de casos fatais da doença. | Estados Unidos · África do Sul · Reino Unido · Alemanha                                        | Hermann Joseph Muller, Max Theiler, Hans Krebs e Fritz Albert Lipmann                                      | [ 17 ]               |
| 1948             | Osvaldo Aranha                              | Nobel da Paz        | 1          | Presidiu a II Assembleia Geral da ONU que votou o Plano da ONU para a partição da Palestina de 1947, que culminou na criação do Estado de Israel. Aranha foi indicado por seus esforços pela paz quando servia como embaixador do Brasil nos EUA e por seu trabalho como presidente da ONU. Ele teve o apoio de 15 delegações de países integrantes da União PanAmericana, e de entidades sionistas norte-americanas. |                                                                                                | O prêmio não foi atribuído no ano de 1948.                                                                 | [ 18 ] [ 19 ] [ 20 ] |
| 1950-56          | César Lattes                                | Física              | 7          | Codescobridor do méson-π, descoberta que levou à concessão do Nobel de Física a Cecil Frank Powell. Lattes foi o principal pesquisador e primeiro cientista do artigo que descreve o méson pi. Também é um dos principais responsáveis pela criação do Conselho Nacional de Desenvolvimento Científico e Tecnológico (CNPq). | Reino Unido · República da Irlanda · Estados Unidos · Países Baixos                            | Cecil Powell, John Cockcroft, Ernest Walton, Felix Bloch, Edward Mills Purcell, Frits Zernike              | [ 21 ] [ 22 ]        |
| 1953, 63-65 e 70 | Josué de Castro                             | Nobel da Paz        | 5          | Destacou-se no cenário brasileiro e internacional não só pelos seus trabalhos ecológicos sobre o problema da fome no mundo, mas também no plano político em vários organismos internacionais. | Estados Unidos · Suíça                                                                         | George Marshall, Movimento Internacional da Cruz Vermelha, Martin Luther King Jr., UNICEF e Norman Borlaug | [ 23 ]               |
| 1953-54          | Raul Fernandes                              | Nobel da Paz        | 2          | Advogado, político e diplomata. Após o término da Primeira Guerra Mundial, foi nomeado Delegado Plenipotenciário à Conferência de Paz de Paris (1919), sendo um dos signatários brasileiros do Tratado de Versalhes, e representante do Brasil na Comissão de Reparações, de 1919 a 1920. Foi ainda Delegado do Brasil às Assembleias da Sociedade das Nações, reunidas em Genebra, em 1920, 1921, 1924 e 1925; membro do Comitê dos Juristas, nomeado pelo Conselho da Sociedade das Nações, para organizar o projeto de Estatutos da Corte Permanente de Justiça Internacional, reunido em Haia. Como ministro, assinou o TIAR, cortou relações diplomáticas com a URSS e não reconheceu a República Popular da China. Após a Segunda Guerra Mundial, foi nomeado Delegado do Brasil à Conferência de Paz, em 1946. Chefe da Delegação do Brasil à Conferência Interamericana para a Manutenção da Paz e da Segurança do Continente, em 1947. Chefe da Delegação do Brasil à III Sessão da Assembleia Geral das Nações Unidas em Paris, em 1948. | Estados Unidos                                                                                 | George Marshall e Alto-comissariado das Nações Unidas para os Refugiados                                   | [ 24 ]               |
| 1953 e 57        | Marechal Rondon                             | Nobel da Paz        | 2          | Após a Independência e proclamação da República, contribuiu para a interiorização pacífica e a aproximação com os indígenas brasileiros. Chefiou em 1914, uma excursão pela Amazônia, na companhia do presidente Theodore Roosevelt, e que quase custou a vida deste último. Roosevelt tinha Rondon na mais alta conta, e parece ter sido por sua influência a indicação de Rondon para o Nobel, por uma entidade militar norte-americana. Indicação foi endossada por Albert Einstein, em carta ao comitê do Nobel. | Estados Unidos · Canadá                                                                        | George Marshall e Lester B. Pearson                                                                        | [ 25 ] [ 26 ]        |
| 1958             | Jorge de Lima                               | Nobel de Literatura | 1, Faleceu | Foi um talento reconhecido em 1947 por um olheiro do Nobel. Impressionado com a obra do poeta, Artur Lunkvist convenceu a academia a dar o Nobel de Literatura a ele no ano de 1958, já que havia uma lista de autores para ganhar antes. Infelizmente, Jorge morreu em 1953. | /                                                                                              | / | [ 27 ]               |
| 1965             | Alceu Amoroso Lima                          | Literatura          | 1          | Foi um crítico literário, professor, pensador, escritor e líder católico brasileiro. Foi conde, pela Santa Sé. | Rússia                                                                                         | Michail Sholokhov                                                                                          |                      |
| 1967-71          | Jorge Amado                                 | Literatura          | 5          | É o autor brasileiro mais adaptado do cinema, do teatro e da televisão. Sua obra literária foi tema de escolas de samba por todo o País e seus livros foram traduzidos em 80 países, em 49 idiomas, bem como em braille e em fitas gravadas para cegos. Recebeu também o Prémio Camões. | Guatemala · Japão · República da Irlanda · União das Repúblicas Socialistas Soviéticas · Chile | Miguel Ángel Asturias , Yasunari Kawabata, Samuel Beckett, Alexander Soljenítsin e Pablo Neruda            | [ 28 ]               |
| 1967             | Guimarães Rosa                              | Literatura          | 1, Faleceu | Aclamado internacionalmente por seu genial Grande Sertão: Veredas . Foi indicado por seus leitores alemães e italianos. | /                                                                                              | / | [ 29 ]               |
| 1967             | Carlos Drummond de Andrade                  | Literatura          | 1          | Um dos mais influentes escritores brasileiros do século XX. Foi um dos principais poetas da segunda geração do modernismo brasileiro. | Guatemala                                                                                      | Miguel Ángel Asturias                                                                                      | [ 30 ]               |
| 1968             | Érico Veríssimo                             | Literatura          | 1          | Foi um dos maiores escritores brasileiros do século XX. | Japão                                                                                          | Yasunari Kawabata                                                                                          | [ 28 ]               |
| 1970-71          | Dom Hélder Câmara                           | Nobel da Paz        | 2          | Foi um bispo católico, arcebispo emérito de Olinda e Recife. Foi um dos fundadores da Conferência Nacional dos Bispos do Brasil e defensor dos direitos humanos. | Estados Unidos · Alemanha                                                                      | Norman Borlaug e Willy Brandt                                                                              | [ 8 ]                |
| 1970             | Clarice Lispector                           | Literatura          | Cotada     | Poeta pioneira do movimento modernista. | /                                                                                              | / | [ 31 ]               |
| 1971 e 1975      | Irmãos Villas-Bôas (Orlando e Cláudio)      | Nobel da Paz        | 2          | Indigenistas e sertanistas. Juntos com seu irmão Leonardo Villas-Bôas (já falecido na época), fizeram o reconhecimento de numerosos acidentes geográficos do Brasil central e defenderam as populações indigenas, tendo reconhecimento pelo resgate das tribos Xingu. | Alemanha · União das Repúblicas Socialistas Soviéticas                                         | Willy Brandt e Andrei Sakharov                                                                             | [ 32 ] [ 33 ] [ 34 ] |
| 1981-82          | Chico Xavier                                | Nobel da Paz        | 2          | Médium filantropo. | Suíça · Suécia · México                                                                        | UNHCR, Alva Myrdal e Alfonso Robles                                                                        | [ 8 ]                |
| 1982             | Maurício Silva e Sérgio Ferreira            | Medicina            | Cotado     | Descobriu que o veneno da cobra jararaca age sobre as proteínas do sangue e libera a "bradicinina", substância vasodilatadora. | Reino Unido                                                                                    | John Vane colaborador de Sério e Maurício                                                                  |                      |
| 1983             | Mario Schenberg                             | Nobel de Física     | 1          | Formulou, com George Gamow, o processo Urca, que explica a perda de energia nas supernovas comparando-a ao sumiço da grana nos cassinos da Urca. Schenberg trabalhou com os celebres Enrico Fermi e Wolfgang Pauli. Também descobriu, em parceria com o indiano Subramanyan Chandrasekhar (que ganhou o Prêmio Nobel em Física em 1983), a massa máxima que o núcleo inerte (ou seja, desativado) de uma estrela é capaz de suportar, por pressão térmica, as forças gravitacionais, antes de contrair e levar a estrela a se tornar uma gigante vermelha. | Estados Unidos · Índia                                                                         | William Alfred Fowler eSubrahmanyan Chandrasekhar                                                          | [ 35 ]               |
| 1988             | Santa Irmã Dulce                            | Nobel da Paz        | 1          | Considerada o “anjo bom da Bahia”, realizou diversos trabalhos de caridade e assistência às pessoas mais pobres e necessitadas. Foi canonizada com o título de Santa Dulce dos Pobres em 2019 pelo Papa Francisco. | Estados Unidos                                                                                 | FM-ONU | [ 36 ]               |
| 1989             | Dom Paulo Evaristo Arns                     | Nobel da Paz        | 1          | Conhecido como o “Cardeal da Esperança”. Durante dez anos, deu assistência à população carente de Petrópolis (RJ). Criou a Comissão Brasileira Justiça e Paz, da Diocese de São Paulo, para denunciar os abusos do regime militar e criou a Pastoral da Criança, com a irmã Zilda Arns. | Índia                                                                                          | Tenzin Gyatso                                                                                              |                      |
| 1994             | Herbert de Souza                            | Nobel da Paz        | 1          | Sociólogo brasileiro, realizou diversas atividades em defesa dos direitos humanos. Foi o fundador do Instituto Brasileiro de Análise Social e Econômica (IBASE), voltado para a democratização da informação, e realizou ações contra a fome e a miséria. | Israel                                                                                         | Yitzhak Rabin e Shimon Peres                                                                               |                      |
| 1997             | Johanna Dobereiner                          | Nobel de Química    | 1          | Suas pesquisas, fundamentais para que o Brasil desenvolvesse o Programa Nacional do Álcool e se tornasse o segundo produtor mundial de soja, poupam ao país um gasto anual próximo a 1,5 bilhão de dólares e tiveram impacto direto na economia nacional. Seu trabalho com fixação biológica do nitrogênio permitiu que milhares de pessoas consumissem alimentos mais baratos e saudáveis, o que lhe valeu a indicação ao Prêmio Nobel em 1997. | Estados Unidos                                                                                 | Paul Delos Boyer                                                                                           | [ 37 ]               |
| 1999             | Otto Gottlieb                               | Nobel de Química    | 1          | Estudou a estrutura química das plantas que permitem analisar o estado de preservação de vários ecossistemas brasileiros. Foi membro da Academia Brasileira de Ciências (ABC) e criou o Laboratório de Química de Produtos Naturais da USP. Integrando a química à biologia, à ecologia e à geografia, desenvolveu uma nova área de estudo no campo da química de produtos naturais: a sistemática bioquímica das plantas, também chamada de quimiossistemática ou taxonomia química, que consiste na identificação de grupos de substâncias químicas presentes nas plantas. | Estados Unidos                                                                                 | Ahmed Zewail                                                                                               | [ 38 ]               |
| 2006             | Zilda Arns                                  | Nobel da Paz        | 1          | Médica pediatra e sanitarista. Foi fundadora da Pastoral da Criança e da Pastoral da Pessoa Idosa. A Pastoral da Criança teve duas indicações ao Nobel da Paz, e Zilda recebeu sua indicação no ano de 2006. | Bangladesh                                                                                     | Muhammad Yunus e Grameen Bank                                                                              |                      |
| 2016             | Lygia Fagundes Telles                       | Literatura          | 1          | Considerada por acadêmicos, críticos e leitores uma das mais importantes e notáveis escritoras brasileiras do século XX e da história da literatura brasileira. | Estados Unidos                                                                                 | Bob Dylan                                                                                                  | [ 39 ]               |
| 2017             | Maria da Penha                              | Nobel da Paz        | 1          | Ícone da luta contra a violência doméstica. No início da década de 1980, sofreu duas tentativas de homicídio do então marido e lutou por 19 anos na Justiça até vê-lo preso. Inspirou a criação da Lei nº 11.340/2006 – a Lei Maria da Penha, de combate à violência doméstica. | Suíça                                                                                          | ICAN | [ 40 ]               |
| 2021             | Alysson Paulinelli                          | Nobel da Paz        | 1          | Foi ministro da Agricultura no governo de Ernesto Geisel, quando modernizou a Embrapa e promoveu a ocupação econômica do Cerrado. Transformou tais áreas nas maiores produtoras agrícolas do mundo, possibilitando que a agricultura brasileira alimente 800 milhões de pessoas no planeta. ≅10% da população mundial. | Filipinas · Rússia                                                                             | Maria Ressa e Dmitry Muratov                                                                               | [ 42 ]               |